# Melinis scabrida
Melinis scabrida là một loài thực vật có hoa trong họ Hòa thảo. Loài này được (K.Schum.) Hack. mô tả khoa học đầu tiên năm 1901.